# Alfahír (híroldal)
Az Alfahír (korábbi nevén Barikád) magyarországi jobboldali irányultságú internetes híroldal. Tulajdonosa és kiadója a Jobbik Magyarországért Mozgalomhoz köthető Kiegyensúlyozott Médiáért Alapítvány.
A lap eredeti neve barikad.hu volt, és 2009-ben indult el a Barikád nevű, szintén jobbikos kötődésű hetilappal együtt. Jogilag ugyan nem volt közöttük kapcsolat, ennek ellenére az online felület mégis a hetilap weboldalaként funkcionált, megegyezett a logójuk, és a munkatársaik között is voltak átfedések. Az oldal akkori tulajdonosa Farkas Gergely országgyűlési képviselő volt.
2013. február 8-tól az oldal független lett a nyomtatott laptól, és Alfahírre változtatta a nevét. 2014-től 2018-ig Magvasi Adrián volt a lap főszerkesztője. Távozását követően az N1TV-vel együtt Lánczi Richárd vezette a lapot, majd 2020 elején Eszes Ádám vette át a főszerkesztői pozíciót. Eszes néhány hónap után távozott, helyét a főszerkesztő-helyettes Sarkadi-Illyés Csaba foglalta el.